# Władysław Raczkiewicz
Władysław Raczkiewicz, poljski politik, odvetnik in diplomat, * 28. januar 1885, Kutaisi, Rusko carstvo † 6. junij 1947, Ruthin, Wales, Združeno Kraljestvo.
Raczkiewicz je bil od leta 1939 do svoje smrti leta 1947 predsednik vlade Poljske ter s tem tudi predsednik poljske vlade v izgnanstvu. Do leta 1945 je bil mednarodno priznani poljski državni vodja, poljska vlada v izgnanstvu pa je bila priznana kot nadaljevanje poljske vlade iz leta 1939.
Rodil se je v Gruziji leta 1885, v mladosti pa se je pridružil poljskim socialističnim organizacijam, nato pa se je vpisal v carsko vojsko. Po padcu carja Nikolaja, je Raczkiewicz reorganiziral poljske sile v Rusiji. Po vojni je kot prostovoljec sodeloval v poljsko-sovjetski vojni, pozneje pa je opravljal različne politične položaje, bil je poljski minister za notranje zadeve in deželni vojvoda (guverner) v Wilnu. Od leta 1930 do 1935 je bil predsednik senata.
Po nemški invaziji na Poljsko septembra 1939 in s tem tudi začetkom druge svetovne vojne, je Raczkiewicz pobegnil v Angers, kjer je s svojimi ministri ustanovil poljsko vlado v izgnanstvu, po kapitulaciji Poljske oktobra 1939 pa je z svojo vlado pobegnil v Francijo. Po padcu Francije junija 1940 po nemški invaziji, je Raczkiewicz z svojo vlado pobegnil v Združeno Kraljestvo, kjer je ostal do konca mandata. V času predsedovanja v izgnanstvu je Raczkiewiczova vlada spodbujala liberalno-demokratično agendo z enakimi pravicami za poljsko-judovsko manjšino, stališče, ki ga večina poljske družbe v tistem času ni delila, in odmik od predvojnih antisemitskih uprav.
Raczkiewicz je umrl leta 1947 v Welshu, v starosti 62 let. Pokopali so ga na pokopališču v Newark-on-Trentu v Angliji.